# Heliconius schmassmanni
Heliconius schmassmanni är en fjärilsart som beskrevs av James John Joicey och Talbot 1925. Heliconius schmassmanni ingår i släktet Heliconius och familjen praktfjärilar. Inga underarter finns listade i Catalogue of Life.